# Pellionia caulialata
Pellionia caulialata là loài thực vật có hoa trong họ Tầm ma. Loài này được S.Y. Liou mô tả khoa học đầu tiên năm 1983.